# Derxena quadrinotata
Derxena quadrinotata är en fjärilsart som beskrevs av Thierry-mieg 1910. Derxena quadrinotata ingår i släktet Derxena och familjen mätare. Inga underarter finns listade i Catalogue of Life.